# Kortatu (álbum)
Kortatu es el primer álbum del grupo musical vasco Kortatu. Kortatu venían de grabar el llamado «disco de los cuatro» junto a Cicatriz, Jotakie y Kontuz-Hi!, que apareció en 1985. Después de su aparición, la discográfica Soñua les propuso a Kortatu la grabación de un primer LP. Estos aceptaron y grabaron en los estudios Tsunami 12 temas que formarían el disco, además de «Nicaragua sandinista» que ya había sido incluida en el «disco de los cuatro».
El álbum fue mayoritariamente cantado en castellano excepto en los temas «Sarri, Sarri» y «Zu atrapatu arte», en los que utilizaron el euskera. «Zu atrapatu arte» se ha convertido en el tema en euskera más coreado fuera del País Vasco.
En 1998, Oihuka (discográfica heredera de Soñua) reeditó en CD el álbum incluyendo dos temas extras: «Mierda de ciudad» y «El último ska», que habían aparecido, junto a «Nicaragua sandinista», en el «disco de los cuatro».

## Kortatuen su contexto social
La década de los ochenta fue muy convulsa en el País Vasco: primeros atentados de los GAL, recrudecimiento de los atentados de ETA, el plan Zona Especial Norte (Z.E.N.) ideado por el Ministro del Interior José Barrionuevo y la resaca de la reconversión industrial puesta en marcha por el gobierno de Felipe González. En este contexto de fondo, el llamado rock radical vasco hacía furor en el País Vasco. Y entonces, a mediados de 1985, apareció Kortatu. El álbum cayó como una bomba en el panorama musical vasco y, según Roberto Moso (cantante de Zarama) hizo que Kortatu se convirtiese en «un fenómeno sociológico».
Con dosis de ska y punk al cincuenta por ciento, los hermanos Muguruza compusieron un álbum que es una visión del País Vasco de la época: críticas al plan Z.E.N. («Sospechosos»), a la Iglesia católica («La familia Iskariote») o a las acciones de los GAL y las Fuerzas de Seguridad («Hernani 15/6/84», «Tolosa, iñauteriak»). Además, se critica la concesión del Premio Nobel de la Paz a Desmond Tutu mientras Nelson Mandela estaba en la cárcel por luchar contra el apartheid («Desmond Tutu»).
Las letras son directas y panfletarias («Despierta, dispara / un gringo en tu casa», «Uno cree que aprender es importante / y se convierte en un jodido intelectual / que trata de serlo más que los demás», «Tú, maldito burgués / nunca entenderás nada / Para ti /lo que ocurre en la calle / son siempre problemas de otros», «Primera banda en el mundo / que practicó el ska-hardcore / Activismo, dinamita en iglesias / entre canción y canción», «Odio a todo el mundo / estoy lleno de mezquindad / y rezo para que llegue / una guerra nuclear», «Y es de verdad / pero no sé que pasa / por la República Sudafricana / Nelson Mandela está entre rejas / y han concedido un Premio Nobel de la Paz / a Desmond Tutu»). Xabier Cervantes dijo «Quizás había que compartir el momento y la circunstancia para comprenderlo».
No obstante, el disco tiene en conjunto un aire festivo y juvenil, en buena medida debido a la inclusión de canciones inspiradas en el mundo del cómic: «La cultura» y «Mr. Snoid entre sus amigos los humanos» se basan en historietas de Robert Crumb, mientras que «Don Vito y la revuelta en el frenopático» se inspira en una historieta del personaje Don Vito de Montesol, publicada en la primera época de la revista Makoki.

## Lista de canciones
| Disco original, 1985 1. «Don Vito y la revuelta en el frenopático» 2. «Jimmy Jazz» 3. «La cultura» 4. «Nicaragua sandinista» 5. «Zu atrapatu arte» («Hasta atraparte») 6. «Tolosa, iñauteriak» 7. «Hernani 15/6/84» 8. «Sospechosos» 9. «Sarri, Sarri» 10. «La familia Iskariote» 11. «Tatuado» 12. «Mr. Snoid entre sus amigos los humanos» 13. «Desmond Tutu» | Reedición en CD, 1998 1. «Don Vito y la revuelta en el frenopático» 2. «Jimmy Jazz» 3. «La cultura» 4. «Nicaragua sandinista» 5. «Zu atrapatu arte» («Hasta atraparte») 6. «Tolosa, iñauteriak» 7. «Hernani 15/6/84» 8. «Sospechosos» 9. «Sarri, Sarri» 10. «La familia Iskariote» 11. «Tatuado» 12. «Mr. Snoid entre sus amigos los humanos» 13. «Desmond Tutu» 14. «Mierda de ciudad» 15. «El último ska» |

Todas las canciones son de Fermin e Iñigo Muguruza excepto «Jimmy Jazz» (versión de The Clash), «Sarri, Sarri» (versión de «Chatty, chatty» de Toots and the Maytals) y «Mierda de ciudad» (versión de «Drinkin' and Drivin'» de The Business).
Todas las letras son de Fermin Muguruza, excepto:
- «Jimmy Jazz», de Iñigo Muguruza.
- «Zu atrapatu arte», de Fermin y Treku.
- «La cultura» y «Mr. Snoid entre sus amigos los humanos», escritas por Fermin y basadas en cómics de Robert Crumb.
- «Sarri, Sarri», de Lourdes y Iosu Landa, con la colaboración de Ruper Ordorika.
- «Tatuado», de Dieguo Suso y Fermin.
- «El último ska», de Fermin e Iñigo

## Personal
- Fermin Muguruza: guitarra y voz.
- Iñigo Muguruza: bajo, guitarra y voz.
- Treku Armendáriz: batería.

### Músicos adicionales
- Javi «Trompetari»: trompeta en «Tolosa, iñauteriak», «La cultura», «Nicaragua sandinista» y «La familia Iskariote».
- J. C. Irizar: pianola en «Mr. Snoid entre sus amigos los humanos».
- Jesús Soldevilla: percusión en «Desmond Tutu».
- Gari: voz en «La familia Iskariote».
- Carolo: voz de la introducción en «Desmond Tutu».
- Joseán López: silbato en «Nicaragua Sandinista».
- Víctor (de Vómito Social): coros en «Mierda de Ciudad» y «Jimmy Jazz».
- Marino (de Fiebre): coros en «Mierda de Ciudad» y «Jimmy Jazz».
- Patxi (de Fiebre): coros en «Mierda de Ciudad» y «Jimmy Jazz».

## Personal técnico
- Joseán López: técnico de sonido, mezclas y productor.
- Marino Goñi: técnico de sonido y mezclas.